# Comuna Brdovec, Zagreb
Brdovec este o comună în cantonul Zagreb, Croația, având o populație de 11.134 de locuitori (2011).

## Demografie
Componența etnică a comunei Brdovec
     Croați (96,69%)
     Necunoscut (0,22%)
     Neclasificat (2,54%)
Componența confesională a comunei Brdovec
     Catolici (92,01%)
     Fără religie și atei (2,57%)
     Musulmani (1,36%)
     Necunoscută (2,19%)
     Alte religii (1,88%)
Conform recensământului din 2011, comuna Brdovec avea 11.134 de locuitori. Din punct de vedere etnic, majoritatea locuitorilor (96,69%) erau croați. Apartenența etnică nu este cunoscută în cazul a 0,22% din locuitori. Din punct de vedere confesional, majoritatea locuitorilor (92,01%) erau catolici, existând și minorități de persoane fără religie și atei (2,57%) și musulmani (1,36%). Pentru 2,19% din locuitori nu este cunoscută apartenența confesională.